# Leopold Grünwald
Leopold Grünwald (* 26. srpna 1901 Vídeň – 1992) byl sudetoněmecký komunista a volnomyšlenkář židovského původu.

## Život
Ve 30. letech 20. století byl tajemníkem svazu československých volnomyšlenkářů. Za II. světové války pobýval v Moskvě v sudetoněmeckém volnomyšlenkářském centru. Po válce žil v Rakousku. Od roku 1945 do roku 1969 byl členem Komunistické strany Rakouska (Kommunistische Partei Österreichs) a redaktorem jejího hlavního periodika Hlas lidu (Volksstimme), naposled pak jejím korespondentem v Praze.
Po invazi Varšavského paktu do Prahy se odklonil od komunismu, přinejmenším od reálného socialismu v podobě sovětského systému. Grunwald je autorem řady knih o sudetoněmeckém odporu proti nacismu a problému sudetských Němců obecně.

## Dílo
- Wandlung. Ein Altkommunist gibt zu Protokoll. Mit einem Vorwort von Wolfgang Leonhard. Vídeň: Verlag der Wiener Volksbuchhandlung o.J., 1979. (němčina)